# Шугаев, Василий Минаевич
Василий Минаевич Шугаев (9 апреля 1905 — 21 ноября 1976) — советский военачальник, участник Великой Отечественной войны, Герой Советского Союза (6.04.1945). Гвардии генерал-майор (2.11.1944).

## Довоенная служба
Родился 9 апреля 1905 года в селе Птичьем ныне Изобильненского района Ставропольского края. В десять лет остался сиротой, батрачил.
В Красной Армии с 10 октября 1927 года, когда был призван на срочную службу. Служил в 28-м кавалерийском полку в Северо-Кавказском военном округе, в нём окончил полковую школу в 1928 году, был помощником командира взвода и старшиной полковой школы, а в сентябре 1930 года направлен на учёбу. Окончил Северо-Кавказскую горских национальностей кавалерийскую школу в Краснодаре в 1932 году. С 1932 года проходил службу в 76-м кавалерийском полку 12-й кавалерийской дивизии Северо-Кавказского ВО: командир кавалерийского взвода, командир взвода полковой школы, командир пулемётного эскадрона. С сентября 1935 года — командир взвода в Краснознамённой объединённой кавалерийской школе имени Первой Конной армии в Тамбове. С сентября 1936 года служил в 5-й Ставропольской кавалерийской дивизии имени М. Ф. Блинова Киевского ВО: командир эскадрона 29-го кавполка, с декабря 1937 — помощник начальника штаба 26-го кавполка. В 1929 году вступил в ВКП(б).
Окончил факультет штабных работников при Военной академии РККА имени М. В. Фрунзе в 1939 году. С сентября 1939 помощник начальника 1-го отдела штаба 2-го кавалерийского корпуса в Одесском военном округе. С декабря 1939 — начальник штаба 101-го отдельного разведбатальона Киевского Особого военного округа (Чернигов). В феврале 1940 года переведён в 187-ю стрелковую дивизию этого округа, где был начальником полковой школы 33-го стрелкового полка, а с апреля 1940 — помощником начальника 1-го (оперативного) отдела в штабе дивизии.

## Великая Отечественная война
Участник Великой Отечественной войны с июля 1941 года. В конце июня старший лейтенант Шугаев назначен помощником начальника 2-го отдела штаба 45-го стрелкового корпуса в 13-й армии Западного фронта. На этом, а позднее на Центральном и Брянском фронтах он участвовал в Смоленском оборонительном сражении. С 5 сентября 1941 года — начальник штаба — заместитель командира 510-го стрелкового полка 154-й стрелковой дивизии на Брянском фронте. Участвовал в оборонительном этапе битвы за Москву, в том числе в Орловско-Брянской оборонительной операции, а затем в составе 50-й армии Западного фронта — в Тульской оборонительной операции, в Тульской и Калужской наступательных операциях.
В феврале 1942 года капитан Шугаев назначен командиром этого полка, отличился в боях и был ранен. В октябре 1942 года его полку было присвоено гвардейское звание и он стал именоваться 142-м гвардейским стрелковым полком, войдя в состав 47-й гвардейской стрелковой дивизии. В апреле 1943 года гвардии подполковник Шугаев назначен начальником штаба этой дивизии. В июле 1943 года в составе 34-го гвардейского стрелкового корпуса 3-й гвардейской армии Юго-Западного фронта участвовал в Изюм-Барвенковской наступательной операции, с августа в составе в составе 26-го гвардейского стрелкового корпуса 6-й армии участвовал в Донбасской и Нижнеднепровской наступательных операциях. В ноябре 1943 года дивизию передали в состав 4-го гвардейского стрелкового корпуса 8-й гвардейской армии 3-го Украинского фронта, и в этой армии он сражался до Победы. Будучи по-прежнему начальником штаба дивизии, отличился в Никопольско-Криворожской наступательной операции.
В феврале 1944 года назначен заместителем начальника штаба 8-й гвардейской армии по вспомогательному пункту управления, и в этом качестве действовал в Березнеговато-Снигирёвской наступательной операции.
А 27 марта 1944 года гвардии полковник Шугаев был назначен исполняющим должность командира 47-й гвардейской стрелковой дивизии (утверждён в должности несколько позднее, 21 мая 1944 года) и отличился в Одесской операции. В начале июня вместе с дивизией и всей армией прибыл в состав 1-го Белорусского фронта. 

Василий Минаевич Шугаев — волевой, инициативный генерал, восхищавший своей храбростью. Он прошёл с боями всю Украину. Не раз он ходил в атаку вместе с бойцами.
— В. И. Чуйков.  Конец третьего рейха. — М.: Издательство «Советская Россия», 1973. — С. 106..
Командир 47-й гвардейской стрелковой дивизии гвардии генерал-майор В. М. Шугаев проявил исключительное мужество и мастерство военачальника в Белорусской стратегической наступательной операции. Действуя на направлении главного удара всей армии, дивизия 18 июля 1944 года прорвала мощную немецкую оборону западнее города Ковель, перешла в наступление и штурмом взяла город Любомль 20 июля, а также в этот день форсировала реку Западный Буг. Столь же стремительно дивизия совершила бросок от Западного Буга к Висле, с ходу форсировала её и 8 августа захватила значительный плацдарм. С 8 по 15 августа дивизия отбивала непрерывно немецкие контратаки пехоты с танками, но плацдарм был не только удержан, но ещё и значительно расширен. Бойцами дивизии с 18 июля по 15 августа 1944 года уничтожено до 2000 солдат и офицеров противника, 23 танка и самоходных орудия, 25 артиллерийских орудий, захвачены большие трофеи. За эти подвиги он представлен к званию Героя Советского Союза.
Указом Президиума Верховного Совета СССР от 6 апреля 1945 года за образцовое выполнение боевых заданий командования и проявленные при этом мужество и героизм гвардии генерал-майору Шугаеву Василию Минаевичу присвоено звание Героя Советского Союза с вручением ордена Ленина и медали «Золотая Звезда» (№ 5181).
Продолжая командовать этой дивизией, участвовал в Висло-Одерской, Восточно-Померанской и Берлинской наступательных операциях. За годы войны был дважды ранен.

## Послевоенная служба
После войны продолжал службу в армии. До января 1946 года командовал 47-й гвардейской стрелковой дивизией в составе Группы советских оккупационных войск в Германии, затем убыл учиться. В 1948 году окончил Высшую военную академию имени К. Е. Ворошилова. С мая 1948 года командовал 180-й стрелковой дивизией, в мае 1951 года назначен заместителем командира 36-й стрелковой дивизии Одесского военного округа, а в июне 1952 года стал её командиром. С мая 1954 года генерал-майор В. М. Шугаев — в отставке.
Жил в Кишинёве. Вёл активную общественную работу, был создателем и первым председателем совета ветеранов 47-й гвардейской стрелковой дивизии. Умер 21 ноября 1976 года. Похоронен на Центральном кладбище Кишинёва.

## Награды
- Герой Советского Союза (Указ Президиума Верховного Совета СССР от 6 апреля 1945 года);
- два ордена Ленина (6.04.1945, 20.04.1953);
- три ордена Красного Знамени (18.10.1943[4], 20.03.1944[5], 7.11.1947[6]);
- орден Суворова II степени (29.05.1945)[7];
- орден Суворова III степени (4.01.1943)[8];
- два ордена Красной Звезды (1940[9], 28.02.1942[10]);
- медаль «За оборону Сталинграда» (Указ Президиума Верховного Совета СССР от 22 декабря 1942 года);
- медаль «За оборону Москвы» (Указ Президиума Верховного Совета СССР от 1 мая 1944 года);
- медаль «За освобождение Варшавы»;
- другие медали СССР;
- орден Крест Грюнвальда 3-й степени (Польша).